# Jakub Czerwiński
Jakub Czerwiński (Krynica-Zdrój, 6 de agosto de 1991) es un futbolista polaco que juega de defensa en el Piast Gliwice de la Ekstraklasa.

## Clubes
| Club                         | País    | Año       |
| ---------------------------- | ------- | --------- |
| Promień Opalenica            | Polonia | 2008-2009 |
| Okocimski KS Brzesko         | Polonia | 2009-2011 |
| Termalica Bruk-Bet Nieciecza | Polonia | 2011-2015 |
| Pogoń Szczecin               | Polonia | 2015-2016 |
| Legia de Varsovia            | Polonia | 2016-2018 |
| Piast Gliwice                | Polonia | 2018-     |

## Palmarés

### Títulos nacionales
| Título      | Club              | País    | Año  |
| ----------- | ----------------- | ------- | ---- |
| Ekstraklasa | Legia de Varsovia | Polonia | 2017 |
| Ekstraklasa | Piast Gliwice     | Polonia | 2019 |